# 洛桑—日內瓦鐵路
洛桑－日內瓦鐵路（法語：Ligne Lausanne – Genève）是瑞士的一條複線電氣化鐵路，是瑞士法語區最繁忙的鐵路線。此線是日內瓦連接辛普朗鐵路、洛桑－伯恩鐵路和蘇黎世的鐵路。